# Unser Traum von Kanada: Alles auf Anfang
Alles auf Anfang ist ein zweiteiliger Fernsehfilm von Michael Wenning aus dem Jahr 2016. Die Hauptrollen im ersten der beiden Filme sind besetzt mit Katja Weitzenböck, Sonja Gerhardt, Robert Seeliger und Michael Gwisdek. Der zweite Film, der inhaltlich direkt an den ersten Film anknüpft, trägt den Titel Sowas wie Familie.
Die Erstausstrahlung von Alles auf Anfang erfolgte am 8. Januar 2016 im Programm der ARD.

## Handlung
Iris Lewein ist Köchin mit Leib und Seele und hat sich bereits einen Stern erkocht. Ihr Mann Gregory meint, sie mache sich kaputt, wie lange sie sich das noch antun wolle.
Richard Schuster, ein pensionierter Bauingenieur, hat seine Heimat in Norddeutschland verlassen und betreibt zusammen mit seiner Enkelin Karen eine Lodge in seinem sehr schön gelegenen Anwesen in Vancouver Bay. Er verschreckt seine Gäste jedoch mehr als einmal mit seiner polterigen Art. Karen ist ihm insoweit auch keine Hilfe, ganz im Gegenteil, muss er immer wieder eingreifen, wenn sie mit einer ihrer Eskapaden, wie der alte Herr es nennt, wieder einmal gescheitert ist. Nachdem Richard im Krankenhaus erfahren hat, dass er einen Tumor und nicht mehr lange zu leben hat, da er zu spät gekommen sei, fährt er mit einem alten Freund, Chief Harry, zum Angeln an einen besonderen Platz, von dem es heißt, dass die Geister die Seelen von Menschen retten können. Harry glaubt, dies sei der Ort der Erlösung.
Als Richard bei Iris im Restaurant zu Abend isst, ist auch ein Restaurantkritiker anwesend, den er mit seiner schroffen Art vertreibt. Iris hatte sich von ihm ihren zweiten Stern erhofft. Ungeachtet der Tatsache, dass er gerade in ein Fettnäpfchen getreten ist, fragt er Iris, ob sie für ihn auf seinem Geburtstag kochen würde. Iris, die Richard irgendwie mag, willigt ein.
Wiederum macht Karen ihrem Großvater großen Ärger, als sie durch eigene Schuld einen Unfall verursacht. Zum Glück ist sie jedoch nur leicht verletzt. Richard macht sich Sorgen um Karens Zukunft und sucht notgedrungen im Internet nach einem Adrian Gallister, zumal Karen ihm weiterhin Sorge bereitet, da der Autohändler Norfolk Anzeige gegen sie erstattet hat, Karen soll ihn getreten haben. 
Der von Richard gesuchte Gallister ist Karens Vater, den Richard aufsucht, nachdem er ihn ausfindig gemacht hat. Er teilt ihm mit, dass er eine Tochter habe, was für Gallister neu ist.
Iris Lewein schlägt sich derweil mit der Bank herum, die ihr keinen Kredit mehr geben will, da ihre Ausgaben ihre Einnahmen bei weitem übersteigen würden. Sie muss sich sagen lassen, dass sie ihr Restaurant schließen und sich eine Anstellung suchen solle. Als sie bei Richard wegen seines Auftrags ist, kann sie ihre Tränen nicht zurückhalten, und natürlich fragt er sie nach dem Grund. Er bietet Iris an, zu ihm auf die Lodge zu ziehen. Auf Gregory, Iris’ Mann, ist er nicht gut zu sprechen, dieser habe sie doch nur zum Narren gehalten, meint er, und will wissen, ob ihr das immer noch nicht klar geworden sei. 
Als Richard seiner Enkelin erzählt, wie es um ihn steht, zeigt sich, wie viel er ihr bedeutet. Es ist auch für den alten Herrn schwer, zu sehen, wie sehr diese Nachricht Karen aus dem Gleichgewicht bringt. Es gelingt der jungen Frau, eine Liveband für den Geburtstag ihres Großvaters, einen begeisterten Hobbymusiker, zu organisieren. Iris hat inzwischen ihren Mann Gregory, der unerreichbar war, endlich in einem Krankenhaus ausfindig gemacht und will wissen, was los sei, alle ihre Konten seien eingefroren, das Restaurant müsse schließen. Mehr zufällig erfährt sie in diesem ungünstigen Moment durch eine hinzukommende Krankenschwester, dass Gregory im Krankenhaus ist, weil seine Freundin gerade ein Baby bekommt. Iris ist am Boden zerstört.
Richard, der vorsorglich bei seinem Anwalt Peter Garreth sein Testament hinterlegt hat, ist inzwischen fest entschlossen, Adrian Gallister mit seiner Enkelin zusammenzubringen. Und so zieht dieser erst einmal für einige Tage auf der Lodge ein. Dort stößt Gallister auch auf das Auto von Anna, Richards Tochter, mit dem sie seinerzeit tödlich verunglückt ist. Auf Gallisters entsprechende Frage antwortet der alte Herr, er sei sich sicher, dass Karen noch jemanden brauche, sonst hätte er ihn ganz bestimmt nicht gerufen. Als Adrian seiner Tochter – entgegen Richards Weisung – selbst erzählt, dass er ihr Vater ist, überfordert das Karen total. Ihr Großvater entschuldigt sich bei ihr und bittet sie, ihrem Vater eine Chance zu geben. Am frühen Abend steigt Richards Geburtstagsparty, Karens Überraschung berührt ihn sehr. Er findet ganz besondere Worte, um seiner Enkelin zu danken und ihr zu sagen, wie viel sie ihm bedeutet. Nur einige Stunden später ist Richard tot, gestorben am "Ort der Erlösung". Als sein Testament verlesen wird, ist dies nicht nur für seine Enkelin, sondern auch für Adrian und Iris Lewein eine große Überraschung. Richard hat ihnen seine Lodge und alles, was er besaß, zu je einem Drittel vererbt.

## Produktion
Alles auf Anfang wurde zeitgleich mit der zweiten Folge Sowas wie Familie vom 9. September bis zum 29. Oktober 2014 in Vancouver, Britannia Beach, Squamish und auf Bowen Island gedreht. Produziert wurde der Film von der Bavaria Fiction mit Unterstützung des Provinz British Columbia Production Services Tax Credit im Auftrag der ARD Degeto für Das Erste. Die Redaktion lag bei Carolin Haasis und Sascha Schwingel, die Aufnahmeleitung bei Jack Veldhuis und die Produktionsleitung bei Sylvia Binder und Ian Hay. Sascha Ommert war für die Herstellungsleitung zuständig, ebenso Kirsten Frehse im Auftrag der ARD Degeto. Henrik Meyer war der zuständige TV-Producer in Vancouver.
Im Soundtrack des Films sind unter anderem die Songs Face Down von Hostile, Immigrant Song von Led Zeppelin und Gone von Stampede Queen zu hören.

## Rezeption

### Einschaltquote
Der Film konnte bei seiner Erstausstrahlung in der ARD am 8. Januar 2016 4,27 Millionen Zuschauer verbuchen, was einem Marktanteil von 13,5 Prozent entsprach.

### Kritik
Die Kritiker der Fernsehzeitschrift TV Spielfilm zeigten mit dem Daumen nach oben und vergaben für Humor, Action und Spannung je einen von drei möglichen Punkten. Sie mahnten „Achtung, das Finale wird so melodramatisch, dass sich eine der Figuren einen entspannenden Joint anzünden muss. Bis dahin aber treiben Buch und Regie den lupenreinen Schmonzettenstoff locker am Kitsch vorbei. Die Dialoge sind geschmeidig, die Figuren sympathisch, Gwisdeks Granteleien famos.“ und resümierten: „Sympathisch und locker dahergespielt“.
Tilmann P. Gangloff befasste sich in der Stuttgarter Zeitung mit dem Film und meinte, „nur der Titel klingt nach Rückfall in den wöchentlichen Kitsch: Der Auftakt der neuen Freitagsfilmreihe ‚Unser Traum von Kanada‘ wird von dem Schauspieler Michael Gwisdek geadelt“. Gwisdek verleihe „der Geschichte vom unheilbar kranken Auswanderer, der seinen Nachlass regeln will, mit seinem ruppigen Charme einen Anflug von Bosheit, der manche Schwäche des Films wieder“ ausgleiche. Natürlich liege das „auch an der Qualität der Dialoge und Gwisdek“ habe „sicherlich einige Übung in solchen Rollen“. […] „Während Weitzenböck die aus Wolke sieben purzelnde Köchin mitunter etwas überspielt, sodass Iris wie eine Bühnenfigur wirkt, machen die Szenen mit Gwisdek und Sonja Gerhardt viel Freude; sein knochentrockener Witz und ihr Temperament sind eine prima Mischung. Seeliger ist eine gute Ergänzung.“ […] „Außerdem bevorzugt er wie Gwisdek das sparsame Spiel, was ihn zu einem willkommenen Ausgleich zur dramatisierenden Weitzenböck“ mache. „Auch die einheimischen Schauspieler“ seien „gut ausgewählt und gut gesprochen“.
In der Frankfurter Neuen Presse war zu lesen, beide Folgen überraschten „mit ihrer frischen und spritzigen Erzählweise“. Zwar gerate die „Handlungsführung eher simpel“, lasse „aber wiederum viel Zeit, sich auf die Charaktere und ihre Beziehungen einzulassen“. Die Figuren würden sich „als überaus facettenreich offenbaren, die Schauspieler“ seien „mit Einsatz bei der Sache“. Wie schon von Gangloff wurden die Dialoge von „Drehbuchautor Michael Gantenberg mit ihren präzise gesetzten Pointen“ gelobt, „die das Geschehen zu einem unterhaltsamen Vergnügen“ machten. „Regisseur Michael Wenning und Kameramann Michael Gantenberg führen die Erzählfäden elegant zusammen und achten darauf, dass die herrliche Gegend an der kanadischen Westküste so oft wie möglich im Bild“ erscheine. „Optisch wie akustisch“ werde „also viel geboten.“ Und „offen gestanden freut man sich schon auf die weiteren Teile der TV-Saga am Freitagabend“.